# Brachychaeteuma verhoeffi
Brachychaeteuma verhoeffi är en mångfotingart som beskrevs av Christoph D. Schubart 1930. Brachychaeteuma verhoeffi ingår i släktet Brachychaeteuma och familjen snaggdubbelfotingar. Inga underarter finns listade i Catalogue of Life.